# İrem Yaman
Pour les articles homonymes, voir Yaman.
İrem Yaman (née le 4 août 1995) est une taekwondoïste turque, deux fois championne du monde dans la catégorie poids légers et une kickboxeuse amateur.

## Jeunesse
Irem Yaman est né le 4 août 1995. Elle commence à pratiquer le taekwondo à l'âge de huit ans.
Elle étudie l'éducation physique et le sport à l'Université Hacettepe d'Ankara et est membre de l'équipe de taekwondo de l'université. Après avoir obtenu son baccalauréat universitaire, elle poursuit ensuite une maîtrise au département des sports de l’Université Selçuk à Konya.

## Carrière sportive
Kickboxing
İrem Yaman remporte la médaille de bronze des +70 kg en semi-contact aux Championnats du monde de kickboxing WAKO 2012 pour cadets et juniors à Bratislava, en Slovaquie. L'année suivante, elle remporte une médaille d'argent aux Championnats d'Europe de kickboxing WAKO 2013 pour juniors qui se déroulent à Krynica-Zdrój, en Pologne.
Taekwondo
Yaman fait ses débuts au niveau international en taekwondo en 2014, et est couronnée championne aux Europe des moins des 21 ans à Innsbruck, en Autriche en 2014, et continue son succès en remportant une autre médaille d'or lors des tournois en 2015, y compris le Turkish Open à Antalya, l'Open de Louxor en Égypte, l'Open d'Ukraine à Kharkov et l'Open de Moldavie à Chisinau,,. À 18 ans, elle devient championne du monde aux Championnats du monde 2015 à Tcheliabinsk, en Russie,,.
En 2018, elle occupe le premier rang mondial de la catégorie des +62 kg avec 253,81 points.
La championne du monde de Turquie, Irem Yaman, remporte la médaille d'or dans la catégorie des +62 kg aux Championnats du monde 2019 à Manchester, au Royaume-Uni. En battant son adversaire brésilienne Caroline Santos 21-7 lors du dernier match, Yaman défend son titre de championne du monde qu'elle avait déjà remporté en 2015 et devient la première athlète turque à remporter deux fois la médaille d'or en taekwondo. Elle est choisie pour représenter la Turquie aux Jeux olympiques de Tokyo de 2020.
Lors des Championnats d'Europe 2021, elle remporte la médaille de bronze en -62 kg.
Elle annonce mettre un terme à sa carrière en décembre 2021.

## Palmarès
Kickboxing
Taekwondo
| - 2015 à Tcheliabinsk - Médaille d'or en 62 kg. - 2019 à Manchester - Médaille d'or en 62 kg. - 2016 à Montreux - Médaille d'or en 62 kg. - 2018 à Kazan - Médaille d'or en 62 kg. - 2019 à Bari - Médaille d'or en 57 kg. - 2021 à Sofia - Médaille de bronze en 62 kg. - 2018 à Tarragone - Médaille d'or en 57 kg. | - 2015 à Gwangju - Médaille d'argent en 62 kg. - 2017 à Taipei - Médaille d'or en 62 kg. - 2019 à Naples - Médaille d'or en 62 kg. - 2017 à Wuxi - Médaille d'or en 57 kg. - 2015 à Samsun - Médaille de bronze en 57 kg. - 2017 à Rabat - Médaille de bronze en 57 kg. - 2018 à Moscou - Médaille d'or en 57 kg. - 2018 à Taoyuan - Médaille d'or en 57 kg. |